# Sarah Josepha Hale
Pour les articles homonymes, voir Hale.
Sarah Josepha Buell Hale, née le 24 octobre 1788 à Newport dans le New Hampshire et morte le 30 avril 1879  à Philadelphie, est une écrivaine américaine.

## Biographie
Elle est l’auteur du poème de la comptine Mary Had a Little Lamb.
Elle a aussi contribué à faire de Thanksgiving une fête célébrée partout aux États-Unis.Mais ça n'a pas été facile car elle avait demandé plusieurs fois à Abraham Lincoln pour rendre ce jour pleins de fierté un jour férié pour commémorer en famille et entre ami(e)s avec une bonne grosse dinde 🦃🦆

## Œuvres
Ses œuvres ne sont pas traduites en français.
- The Genius of Oblivion and Other Original Poems, 1823.
- Northwood: Life North and South, 1827
- Traits of American Life. E.L. Carey & A. Hart. 1835
- Sketches of American character, 1838
- The Good Housekeeper. 1839
- A Complete dictionary of poetical quotations, comprising the most excellent and appropriate passages in the old British poets,…, 1850
- Northwood, or Life North and South, 1852
- Liberia or Mr. Peyton's Experiments, 1853
- Woman's Record: Or, Sketches of All Distinguished Women, from "The Beginning Till A.D. 1850, Arranged in Four Eras, with Selections from Female Writers of Every Age, 1853
- Flora's Interpreter or The American Book of Flowers and Sentiments, 1853
- The new household receipt-book, 1854
- Women's Record or Sketches of All Distinguished Women, 1855
- Aunt Mary's new stories for young people, 1849
- Manners or Happy Homes and Good Society, 1868
- Mary had a little lamb, 1884
- Infant school management, with notes of lessons on objects and on the phenomena of nature and common life, 1886

## Sur l’auteur
- Patricia Okker, Our sister editors : Sarah J. Hale and the tradition of nineteenth-century American women editors, Athens (Ga.), The University of Georgia press, 1995, 264 p.  (ISBN 0-8203-1686-5)